# Resolució 237 del Consell de Seguretat de les Nacions Unides
La Resolució 237 del Consell de Seguretat de les Nacions Unides, aprovada per unanimitat el 14 de juny de 1967, després de la Guerra dels Sis Dies, en que s'insta al govern d'Israel a assegurar la seguretat i el benestar dels habitants de les zones on s'havien realitzat operacions militars i facilitar el retorn dels habitants que havien fugit. La resolució també va recomanar als governs interessats que respectessin els principis humanitaris que regien el tractament dels presoners de guerra i la protecció de persones civils en temps de guerra contingudes en less Convencions de Ginebra. El Consell també va demanar al Secretari General que seguís l'aplicació efectiva d'aquesta resolució i que informés de nou